# Pote
En pote er et dyrs (f.eks. en kat eller hund) fod – altså den yderste del af benet, som bruges til at gå på. Bjørnens pote kaldes en lab. Poten er udstyret med trædepuder og kløer.
Hov- og klovdyr har hove, hhv. klove, der er tilpassede kløer, og deres fødder benævnes ikke poter.
| Dyr | Spire Denne artikel om dyr er en spire som bør udbygges. Du er velkommen til at hjælpe Wikipedia ved at udvide den. |